# IC 1286
IC 1286 је спирална галаксија у сазвјежђу Змај која се налази на листи објеката дубоког неба у Индекс каталогу.
Деклинација објекта је + 55° 35' 24" а ректасцензија 18h 16m 14,4s. Привидна величина (магнитуда) објекта IC 1286 износи 13,9 а фотографска магнитуда 14,7. IC 1286 је још познат и под ознакама UGC 11191, MCG 9-30-10, CGCG 279-7, IRAS 18153+5534, PGC 61666.